# Błaszki (gemeente)
De gemeente Błaszki is een stad- en landgemeente in het Poolse woiwodschap Łódź, in powiat Sieradzki.
De zetel van de gemeente is in Błaszki.
Op 30 juni 2004 telde de gemeente 15 201 inwoners.

## Oppervlakte gegevens
In 2002 bedroeg de totale oppervlakte van gemeente Błaszki 201,63 km², waarvan:
- agrarisch gebied: 84%
- bossen: 9%

De gemeente beslaat 13,52% van de totale oppervlakte van de powiat.

## Demografie
Stand op 30 juni 2004:
| Omschrijving                   | Totaal | Totaal | Vrouwen | Vrouwen | Mannen | Mannen |
| ------------------------------ | ------ | ------ | ------- | ------- | ------ | ------ |
| eenheid                        | aantal | %      | aantal  | %       | aantal | %      |
| inwoners                       | 15 201 | 100    | 7642    | 50,3    | 7559   | 49,7   |
| bevolkingsdichtheid (inw./km²) | 75,4   | 75,4   | 37,9    | 37,9    | 37,5   | 37,5   |

In 2002 bedroeg het gemiddelde inkomen per inwoner 1138,67 zł.

## Plaatsen
Adamki, Błaszki, Borysławice, Brończyn, Brudzew, Bukowina, Chabierów, Chociszew, Chrzanowice, Cienia Wielka, Domaniew, Garbów, Golków, Gorzałów, Gruszczyce, Grzymaczew, Gzików, Jasionna, Kalinowa, Kamienna, Kamienna-Kolonia, Kije Pęczek, Kobylniki, Kociołki, Kołdów, Korzenica, Kwasków, Kokoszki, Lubanów, Łubna-Jakusy, Łubna-Jarosłaj, Maciszewice, Marianów, Morawki, Mroczki Małe, Nacesławice, Niedoń, Nowy Stok, Orzeżyn, Romanów, Równa, Sarny, Sędzimirowice, Skalmierz, Smaszków, Stok Polski, Sudoły, Suliszewice, Tuwalczew, Włocin, Włocin-Kolonia, Wojków, Woleń, Wójcice, Wrząca, Zawady, Żelisław, Żelisław-Kolonia

## Aangrenzende gemeenten
Brąszewice, Brzeziny, Goszczanów, Szczytniki, Warta, Wróblew